# قاسمعلي برآفتاب (مقاطعة دورة)
قاسمعلي برآفتاب (بالفارسية: قاسمعلی برآفتاب) هي قرية تقع في قسم تشكن الريفي (مقاطعة دورة) في إيران. يقدر عدد سكانها بـ 170 نسمة بحسب إحصاء 2016.